# Christian Navarro
Christian Lee Navarro (New York, 21 agosto 1991) è un attore statunitense, noto per il ruolo di Tony Padilla nella serie TV Tredici, prodotta da Netflix a partire dal 2017; Il personaggio ha un ruolo maggiore nella serie rispetto al libro da cui è tratta. Nel 2016 è apparso in 4 episodi della serie Vinyl.

## Biografia
Christian Lee Navarro è nato e cresciuto nel Bronx, a New York; è di origini portoricane da parte di padre e polacche da parte di madre.

## Filmografia

### Cinema
- Day of the Dead 2: Contagium, regia di Ana Clavell (2005)
- Bushwick, regia di Jonathan Milott e Cary Murnion (2017)
- Copia originale (Can You Ever Forgive Me?), regia di Marielle Heller (2018)
- Gli occhi del diavolo (Prey for the Devil), regia di Daniel Stamm (2022)

### Televisione
- Law & Order: Criminal Intent – serie TV, 1 episodio (2007)
- Blue Bloods – serie TV, 1 episodio (2013)
- The Affair - Una relazione pericolosa – serie TV, 1 episodio (2014)
- Taxi Brooklyn – serie TV, 1 episodio (2014)
- Rosewood – serie TV, 1 episodio (2015)
- Vinyl – serie TV, 4 episodi (2016)
- Tredici – serie TV, 49 episodi (2017-2020)

## Doppiatori italiani
Nelle versioni in italiano delle opere in cui ha recitato, Christian Navarro è stato doppiato da:
- Alessandro Capra in Tredici
- Sacha Pilara in Copia originale
- Luca Mannocci in Gli occhi del diavolo
- Federico Viola in CSI: Vegas